# Temnothorax angulinodis
Temnothorax angulinodis (лат.) — вид мелких по размеру муравьёв трибы Crematogastrini из подсемейства мирмицины семейства Formicidae. Эндемик Греции.

## Распространение
Греция.

## Описание
Мелкие коричневые муравьи (2—3 мм; длина головы от 0,59 до 0,65 мм). Усики 12-члениковые. Голова овально-удлинённая, грудь низкая и длинная, метанотальное вдавление развито, заднегрудь угловатая, с длинными проподеальными шипиками. Грудь и голова сверху с продольными морщинками. Стебелёк между грудкой и брюшком состоит из двух члеников: петиолюса и постпетиолюса (последний чётко отделён от брюшка), жало развито. Включён в видовую группу Temnothorax nylanderi species-group. Вид был впервые описан в 2015 году американскими и немецким мирмекологами Sándor Csősz (Калифорнийская академия наук, Сан-Франциско, Калифорния, США), Jürgen Heinze (Регенсбургский университет, Регенсбург, Германия), István Mikó (Frost Entomological Museum, Университет штата Пенсильвания, Юниверсити-Парк, Пенсильвания, США).